# Bjärreds LHC
Bjärreds LHC är en landhockey-/indoorhockeyförening bildad 1990. Klubben består av en herrsektion, en damsektion och en juniorsektion. SM-guldet 2012 gick till Bjärreds damjuniorer, och herrjuniorerna tog SM-silver.